# Borowa (Waldenburger Bergland)
Der Borowa, deutsch: Schwarzenberg ist mit 853 m der höchste Berg im Waldenburger Bergland in Polen. Unterhalb des Schwarzenbergs befindet sich auf dem Schlossberg die Burg Neuhaus (Zamek Nový Dwór).

## Beschreibung

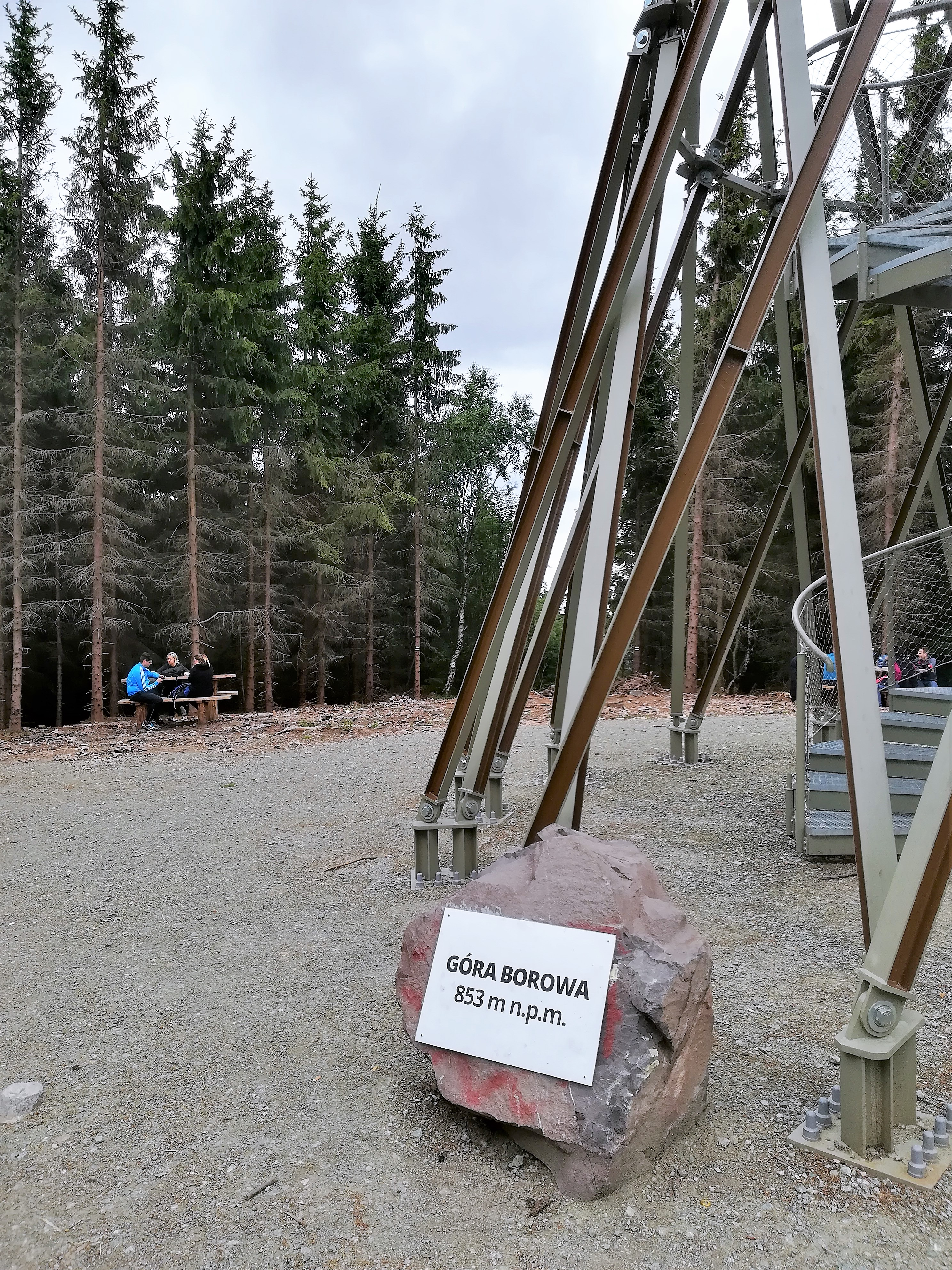
Informationstafel und Aufgang zum Aussichtsturm

Der Schwarzenberg hat dank seiner relativen großen Höhe und der steilen Hänge einen markanten Gipfel. In der zweiten Hälfte des 20. Jahrhunderts bestand auf dem Gipfel ein hölzerner Triangulationsturm. Es ist nicht bekannt, wann dieser Turm abgerissen wurde. Die Bergspitze ist aus Eruptivgesteinen rotem Rhyolithen und Tuffen und Melaphyrens, ein Zeugnis der früheren vulkanischen Aktivität.
Nach Nordosten befindet sich der Dürre Berg (Sucha), im Norden der Kahle Berg (Kozioł) und der Kaudersberg (Wołowiec).
Der polnische Name Borowa wurde im Jahr 1949 festgelegt, um den früheren deutschen Namen zu ersetzen.